# 春日インターチェンジ
春日インターチェンジ（かすがインターチェンジ）は、兵庫県丹波市にある舞鶴若狭自動車道および北近畿豊岡自動車道のインターチェンジ。
舞鶴若狭自動車道の「春日IC」として開設されたが、新設の「北近畿豊岡自動車道」との接続のためにジャンクション機能を拡張し、それ以降は「春日ジャンクション（かすがジャンクション）」を兼ねている。
なお、当インターチェンジを降りてすぐ横（100m）に「道の駅丹波おばあちゃんの里」がある。

## 歴史
道路
- 1987年（昭和62年）3月18日
  - 舞鶴若狭自動車道・丹南篠山口IC - 福知山IC間開通に伴い、供用開始[2]。
- 2005年（平成17年）4月17日
  - 北近畿豊岡自動車道・春日IC/JCT - 氷上IC間開通[3]。

社会実験
- 2018年（平成30年）3月24日
  - 国土交通省の社会実験事業として、高速道路一時退出実験の試行開始[4]。（※ ETC2.0搭載車に限定して、当ICで流出し、隣接する「道の駅丹波おばあちゃんの里」に立ち寄り後、1時間以内に当ICから再流入して順方向に利用の場合、目的地まで高速道路を降りずに利用した場合と同じ料金に調整される。）
- 2020年（令和2年）3月27日
  - 高速道路一時退出実験の退出可能時間が、それまでの1時間以内から3時間以内に引き上げられる[5]。
- 2022年（令和4年）7月1日
  - 高速道路一時退出実験の退出可能時間が、それまでの3時間以内から2時間以内に変更[6]。

## 周辺
- 道の駅丹波おばあちゃんの里
- 黒井城 （◆黒井城の戦い）
- 興禅寺 （◆春日局）
- 兵主神社
- 白毫寺 （◆フジ (植物)）
- 丹波市立春日郷土資料館
- 丹波市立春日歴史民俗資料館
- 春日総合運動公園野球場 （◆全国高等学校女子硬式野球選手権大会）
- 長谷大池釣り池センター
- キャンプリゾート森のひととき
- 丹波市立ライフピアいちじま
- 丹波市立スポーツピアいちじま （◆全国高等学校女子硬式野球選手権大会）

## 接続する道路
- 直接接続
  - 国道175号（国道176号重複区間）

- 間接接続
  - 兵庫県道69号春日栗柄線

## 料金所
- ブース数：5

### 入口
- ブース数：2
  - ETC専用：1
  - ETC•一般：1

### 出口
- ブース数：3
  - ETC専用：2
  - 一般：1

## バス停留所
IC出入口に高速バス専用のバス停留所が設けられている。停留所設備は高速道路外に設けられており、ICとJCTの間に料金所があるため、舞鶴若狭自動車道の場合、停車するバスはいったん料金所を出て客扱いを行う。

### 停車する路線
- 全但バス
  - 大阪（梅田・新大阪） - 城崎温泉駅
  - 神戸（三宮） - 城崎温泉駅
  - 大阪（梅田・新大阪） - 湯村温泉・浜坂駅
  - 神戸（三宮） - 湯村温泉・浜坂駅
  - 京都駅 - 城崎温泉駅

## 隣
E27 舞鶴若狭自動車道
(2)丹南篠山口IC - 西紀SA - (3)春日IC/JCT - 六人部PA - (4)福知山IC
E72 北近畿豊岡自動車道
(3)春日IC/JCT - 氷上IC/PA（PAは下り線(和田山･豊岡方面)のみ）